# Gérard Diffloth
Gérard Diffloth (ur. 1939 w Châteauroux) – emerytowany profesor językoznawstwa, dawniej zatrudniony na Uniwersytecie Chicagowskim (Chicago, Illinois) oraz na Uniwersytecie Cornella (Ithaca, Nowy Jork). Doktoryzował się na Uniwersytecie Kalifornijskim w Los Angeles na podstawie rozprawy poświęconej językowi irula. Jest czołowym specjalistą w zakresie języków austroazjatyckich oraz autorem licznie cytowanej klasyfikacji tej rodziny językowej (1974, 2005). Jest zwolennikiem immersyjnych prac terenowych w badaniach lingwistycznych.

## Wybrana twórczość
- The Dvaravati Old Mon Language and Nyah Kur. Monic language studies, t. 1. Bangkok, Thailand: Chulalongkorn University Print. House, 1984. ISBN 974-563-783-1
- The Wa languages. Berkeley: Dept. of Linguistics, University of California, 1980.
- An Appraisal of Benedict's Views on Austroasiatic and Austro-Thai Relations. Kyoto: Center for Southeast Asian Studies, Kyoto University, 1976.
- Proto-Mon–Khmer Final Spirants. Kyoto: Center for Southeast Asian Studies, Kyoto University, 1976.
- The Irula Language, a Close Relative of Tamil. University of California, Los Angeles, 1968.